# Чихрадзе, Георгий Александрович
Гео́ргий Алекса́ндрович Чихра́дзе (груз. გიორგი ალექსანდრეს ძე ჩიხრაძე; род. 1 октября 1967, Гагра, Абхазская АССР) — грузинский футболист, защитник и полузащитник, тренер.

## Карьера игрока

### Клубная карьера
Воспитанник «ДЮСШ Гагра». В 1983 году начал карьеру в местном «Динамо». В 1984 году был приглашён играть в «Динамо» Тбилиси, но не провёл ни одного матча. В 1986 году дебютировал в составе «Динамо» Сухуми. В 1990 году перешёл в «Цхуми». После короткого пребывания в 1993 году в «Спартаке-УГП» Анапа отправился в украинский клуб «Темп» Шепетовка. Летом 1995 года был приглашён играть в донецкий «Шахтёр», где выступал в течение двух сезонов. 18 сентября забил единственный гол в составе «горняков» в ворота «Зари» Луганск (3:0). Позднее Чихрадзе вернулся в «Динамо» Тбилиси. В 1998 году играл за китайский «Чунцин Лифань». В начале 1999 года присоединился к команде «Локомотив» Тбилиси. Затем провёл два года в израильском «Хапоэле» (Бейт-Шеан). В 2004 году завершил карьеру игрока в клубе «Амери» (Тбилиси).

### Карьера в сборной
С 1994 по 2000 год выступал в составе сборной Грузии, за которую сыграл 24 матча.

## Тренерская карьера
После завершения карьеры остался с «Амери» и стал главным тренером клуба. Команда под его руководством выступала успешно. Затем он стал помощником Кахабера Цхададзе, главного тренера «Интера» (Баку) из Азербайджана, и когда в декабре Цхададзе получил дисквалификацию, он взял на себя функции временного тренера. В 2012—2015 годах был главным тренером «Симурга», но после расформирования клуба вернулся к Цхададзе, ассистентом которого работал в сборной Грузии и казахском «Кайрате», «Ордабасы», тбилисском «Динамо», «Каспие» и «Габале».